# BattleParis
BattleParis est un jeu vidéo basé sur la localisation développé par les studios Pixcook, fonctionnant sur les appareils Android et iOS. Sorti fin 2012, il rassemblait en mars 2014 environ 5600 joueurs actifs.

## Principe
BattleParis est basé sur la géolocalisation et le géoréférencement.
Paris et sa banlieue sont divisés en quartiers, que les différentes équipes cherchent à conquérir. Pour ce faire, chaque joueur peut "checker" en se géolocalisant et en dépensant un cœur. Il marque ainsi des points pour son équipe dans le quartier où il se trouve.
La jauge d'un joueur peut contenir quatre cœurs et se recharge d'un cœur toutes les deux heures. Il est en outre possible d'augmenter la capacité de sa jauge en achetant un cinquième cœur. En checkant, le joueur marque des points pour son score individuel, qui apparaît dans le classement hebdomadaire, mensuel et de saison.
Chaque quartier appartient à l'équipe qui y a mis le plus de points et, à la fin de chaque saison (d'une durée de dix semaines à l'hiver 2018/2019), l'équipe gagnante est celle qui possède le plus de quartiers.

### Quartiers
Dans le jeu, Paris et sa banlieue sont divisés en 228 quartiers.
Dix d'entre eux ont le statut de "Quartier Général" et servent de symboles à chacune des dix équipes du jeu. Le coût en cœurs d'une action y est doublé pour les équipes adverses et, dans le décompte de fin de saison, chaque Quartier Général compte comme quatre quartiers ordinaires.
L'un des intérêts du jeu, avancé par ses concepteurs, est de se promener dans la ville et de "combiner la balade dans Paris avec les jeux vidéo".

### Équipes
En décembre 2018, BattleParis comptait six équipes intra-muros et quatre équipes de banlieue, chaque équipe ayant une couleur distinctive :

#### Équipes intra-muros
- Lutèce (centre de Paris, gris)
- Montmartre (nord de Paris, rouge)
- Belleville (nord-est de Paris, vert clair)
- Bercy (sud-est de Paris, jaune)
- Montparnasse (sud de Paris, bleu clair)
- Chaillot (ouest de Paris, bleu foncé)

#### Équipes de banlieue
- La Plaine (nord, orange)
- La Forêt (est, vert sombre)
- Les Roses (sud, rose)
- La Défense (ouest, violet)

### Points d'intérêt
Le nombre de points marqués par un joueur dépend de l'endroit où il se géolocalise. La géolocalisation à proximité d'un "point d'intérêt" permet de marquer davantage de points. Ces points d'intérêt correspondaient initialement aux stations du métro parisien ; par la suite, d'autres éléments ont été ajoutés, comme les stations de tramway, les mairies, les salles de concert notables, et surtout les space invaders. La liste des points d'intérêt est en constante évolution, et repose en grande partie sur la participation de la communauté des joueurs. Les joueurs bénéficient également de points de bonus, lorsqu'ils checkent dans un quartier ou sur un point d'intérêt pour la première fois de la saison, ce qui les encourage à jouer hors de leur quartier de prédilection pour marquer plus de points.

### Médailles
Lorsqu'ils checkent à certains endroits, les joueurs peuvent obtenir des médailles dans le jeu. Par exemple, la médaille "Poinçonneur des Lilas" s'obtient en se géolocalisant à la station Porte des Lilas, la médaille "Train fantôme" s'obtient en se géolocalisant à proximité des stations de métro fantômes, et les médailles "Space oddity" s'obtiennent en checkant à proximité des mosaïques de space invaders.

### Mines et boucliers
Le jeu permet aux joueurs de déposer des mines sur leurs territoires, afin de faire perdre des cœurs aux joueurs des équipes adverses qui se géolocaliseraient à proximité.
Un système d'achats intégrés permet aux joueurs qui le souhaitent d'acheter des boucliers, qui leur permettent de se prémunir contre l'effet des mines. Des mines à rayon d'action double ("Grosses Berthas") ou à efficacité renforcée ("Vicieuses") peuvent également être achetées.
La stratégie freemium de BattleParis se veut non restrictive : les achats intégrés ne sont pas nécessaires pour profiter du jeu mais sont conçus pour permettre d'aller plus loin dans l'usage.
Au terme de la saison, pour permettre aux développeurs de réinitialiser la base de données et d'effectuer des modifications éventuelles, une période de battement (deux semaines en décembre 2018) appelée "la récré" est mise en place. Les joueurs sont répartis aléatoirement dans les dix équipes et le délai de rechargement des jauges passe de deux heures à trente minutes. C'est l'occasion pour les joueurs de faire une pause entre deux saisons ou, à l'inverse, de s'organiser pour obtenir des médailles sans contraintes stratégiques collectives.

### Descriptions historiques
L'application propose, pour chaque quartier du jeu et pour une partie des points d'intérêt, un encart qui en décrit l'histoire. Les textes ont été en partie rédigés par la communauté des joueurs.

## Évolutions
Publiée en 2012 uniquement pour iOS, l'application est devenue disponible pour Android au premier semestre 2014.
En mars 2014, le jeu rassemblait 6400 comptes créés pour environ 1500 joueurs actifs par mois et 5600 par saison.

## Analyses et critiques
BattleParis a été comparé aux médias sociaux Foursquare et Facebook places (en).
Son système de jeu peut aussi être rapproché du jeu en réalité alternée Ingress, du géocaching ou encore des jeux City domination et Shadow Cities (fi).
Plusieurs sites ont également comparé BattleParis aux jeux de conquête Risk et Civilization 5,. L'un des créateurs du jeu revendique d'ailleurs Risk comme son inspiration principale.
Des joueurs ont déploré la possibilité de contourner l'éthique et les règles du jeu en créant plusieurs comptes, pratique désormais interdite et surveillée par les administrateurs.
La disproportion de certaines équipes en nombre de joueurs a également amené les développeurs à mettre en place un système de pondération des points, dont le mode de calcul peut varier d'une saison à l'autre.
Le risque que certains joueurs mettent leur vie personnelle de côté pour les besoins du jeu a été souligné, même si les concepteurs du jeu affirment leur volonté d'une application "interactive et non chronophage".